# Maestro dell'Altare di Darup
Maestro dell'Altare di Darup, detto anche Maestro di Darup (fl. XV secolo), è stato un pittore anonimo tedesco attivo in Vestfalia verso il 1430.

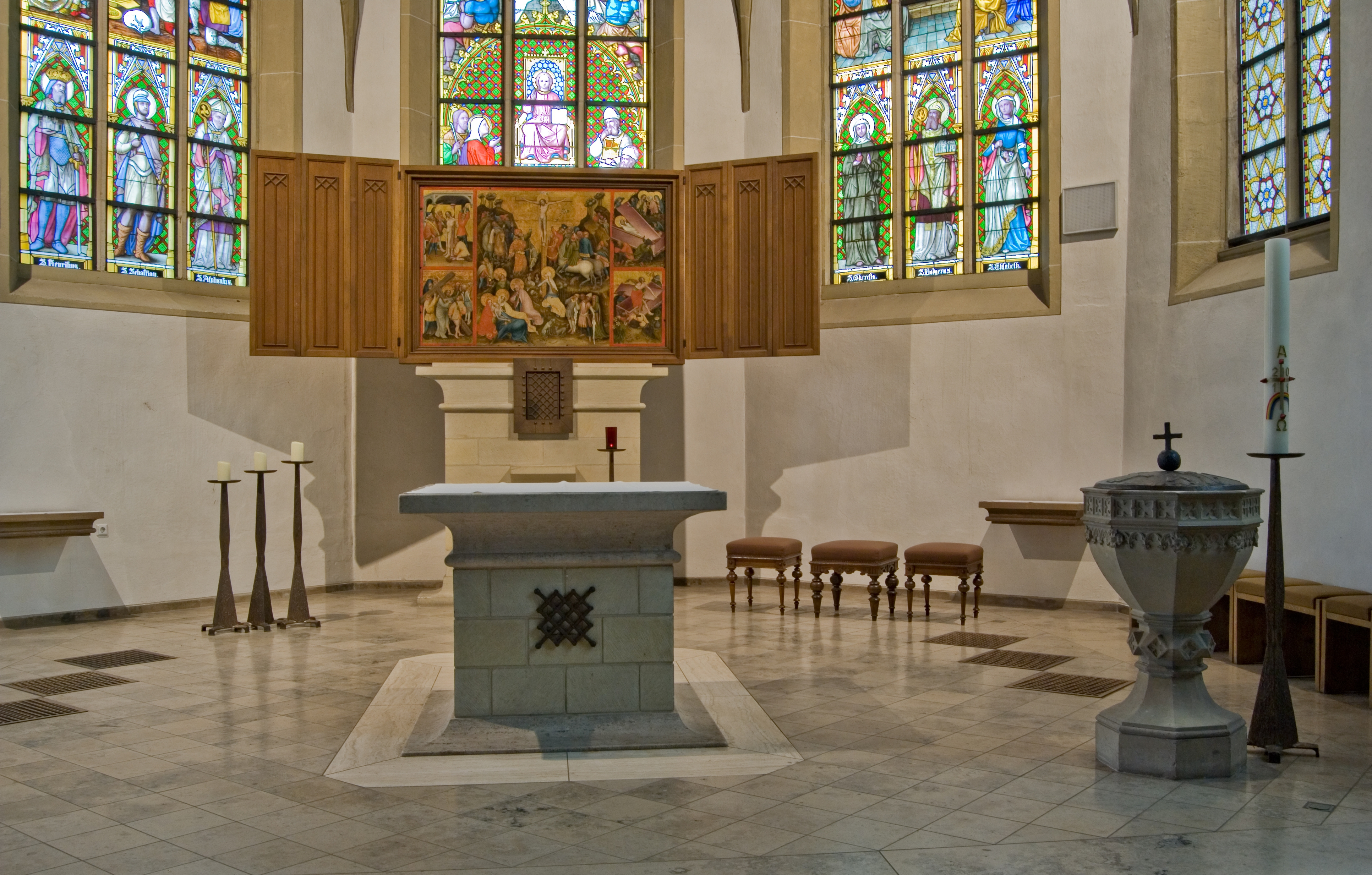
L'altare di Darup

L'anonimo artista tedesco, influenzato dall'opera di Conrad von Soest, prende il suo nome dall'altare conservato nella chiesa parrocchiale di Darup, con dipinta nel pannello centrale, una Crocifissione, dai toni delicati che riflette l'influenza della coeva produzione miniatoria francese.